# Малколм (Небраска)
Малколм (англ. Malcolm) — селище (англ. village) в США, в окрузі Ланкастер штату Небраска. Населення — 457 осіб (2020).

## Географія
Малколм розташований за координатами 40°54′32″ пн. ш. 96°51′56″ зх. д. / 40.90889° пн. ш. 96.86556° зх. д. (40.908831, -96.865623).  За даними Бюро перепису населення США в 2010 році селище мало площу 0,36 км², уся площа — суходіл.

## Демографія
Згідно з переписом 2010 року, у селищі мешкали 382 особи в 143 домогосподарствах у складі 106 родин. Густота населення становила 1050 осіб/км².  Було 164 помешкання (451/км²).
Расовий склад населення:
| - 97,4 % — білих - 1,0 % — чорних або афроамериканців - 0,5 % — корінних американців |

До двох чи більше рас належало 0,8 %. Частка іспаномовних становила 0,3 % від усіх жителів.
За віковим діапазоном населення розподілялося таким чином: 26,7 % — особи молодші 18 років, 65,7 % — особи у віці 18—64 років, 7,6 % — особи у віці 65 років та старші. Медіана віку мешканця становила 38,7 року. На 100 осіб жіночої статі у селищі припадало 113,4 чоловіків;  на 100 жінок у віці від 18 років та старших — 112,1 чоловіків також старших 18 років.
Середній дохід на одне домашнє господарство  становив 73 387 доларів США (медіана — 69 896), а середній дохід на одну сім'ю — 80 647 доларів (медіана — 82 083). За межею бідності перебувало 4,1 % осіб, у тому числі 6,7 % дітей у віці до 18 років та 0,0 % осіб у віці 65 років та старших.
Цивільне працевлаштоване населення становило 227 осіб. Основні галузі зайнятості: освіта, охорона здоров'я та соціальна допомога — 22,9 %, виробництво — 17,2 %, транспорт — 11,0 %, публічна адміністрація — 8,4 %.